# Poospizopsis caesar
La monterita pechicastaña, monterita de pecho castaño o dominiquí de pecho castaño  (Poospizopsis caesar) es una especie de ave paseriforme de la familia Thraupidae una de las dos pertenecientes al género Poospizopsis, anteriormente situada en Poospiza. Es endémica de Perú.

## Distribución
Se encuentra únicamente en una pequeña región de altiplano del sur de Perú, desde Apurímac hasta Cuzco.
Esta especie es considerada localmente bastante común en sus hábitats naturales: los matorrales, bosques bajos y jardines de altitud, principalmente entre 2500 y 3900 m.

## Sistemática

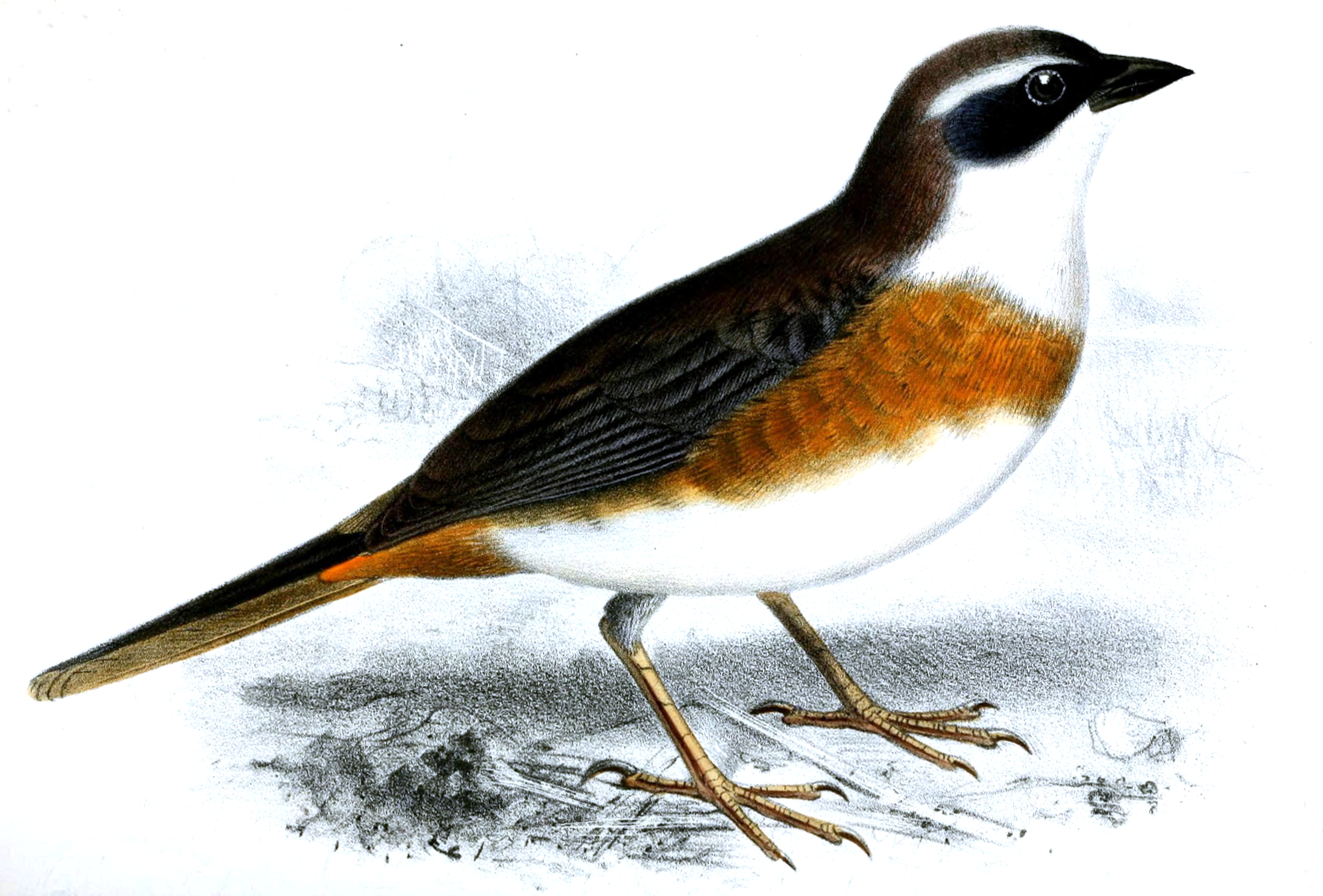
Poospiza caesar, ilustración de Smit en Proceedings of the Zoological Society of London, 1869.

### Descripción original
La especie P. caesar fue descrita por primera vez por los zoólogos británicos Philip Lutley Sclater y Osbert Salvin en 1869 bajo el nombre científico Poospiza caesar; su localidad tipo es: «Tinta, Cuzco, Perú».

### Etimología
El nombre genérico femenino Poospizopsis es una combinación del género Poospiza (formado por las palabras del griego «poas»: hierba, y «σπιζα spiza» que es el nombre común del pinzón vulgar) y de la palabra griega «opsis»: apariencia, parecido con; y el nombre de la especie «caesar» proviene del latín y significa  «príncipe».

### Taxonomía
La presente especie y Poospizopsis hypocondria fueron tradicionalmente tratadas como integrantes del género Poospiza (a pesar de que algunos autores ya ubicaban a la presente en un género monotípico Poospizopsis), hasta que en los años 2010, publicaciones de filogenias completas de grandes conjuntos de especies de la familia Thraupidae basadas en muestreos genéticos, permitieron comprobar que ambas formaban un clado distante de las otras especies de dicho género. Por esa razón se decidió recuperar de la sinonimia de Poospiza al género Poospizopsis y rehabilitarlo, para así ubicar esas dos especies en él. El Comité de Clasificación de Sudamérica (SACC) aprobó esta modificación taxonómica en la Propuesta N° 730 parte 12.
Es monotípica.